# Conus aurantius
Conus aurantius é uma espécie de gastrópode do gênero Conus, pertencente à família Conidae.